# Gillian Bradshawová
Gillian Marucha Bradshawová (nepřechýleně Bradshaw; * 14. května 1956 Falls Church, Virginie) je americká spisovatelka historické sci-fi, historické fiktivní literatury a dětské literatury. Její literatura je většinou ze Starověkého Egypta, Starověkého Řecka a také Byzance.

## Životopis
Narodila se ve Virginii ve Falls Church. Část svého dětství strávila v Chile, ale později se s rodiči přestěhovala do Mnichova, kde studovala angličtinu a klasickou filologii (nauka o slovech). Po absolvování michiganské univerzity získala titul mistr sovobodných umění.
Nyní žije v Anglii. Je vdaná a má tři děti.

## Dílo
- Maják v Alexandrii (1986)
- Kruhy v písku (2000)
- Vše pro císaře (2003)

## Udělené ceny
- Phillipsova cena za výzkum v oboru řecké umění a literatura (1975) (1977)
- Hopwoodova cena za román Hawk of May (1977)
- The Sand Reckoner (2001)